# Crippleware
Als Crippleware (engl. cripple = Krüppel, im Deutschen auch als Krüppelware) bezeichnet man eine Software, die durch fehlende Funktionen merklich eingeschränkt ist und deren Beschränkungen erst nach etwaigem Kauf aufgehoben werden. Dem Benutzer soll zum Beispiel Einblick in die Software gewährt, gleichzeitig aber durch die starke Limitierung der Funktionalität zum Erwerb des vollumfänglichen Produktes motiviert werden.
Beispiele für Einschränkungen bei Crippleware sind:
- Fehlen von Funktionen zur Speicherung oder zur Konvertierung in andere Dateiformate
- Fehlende Druckfunktionen oder Speicherfunktionen, sodass die Software getestet, aber das Endergebnis nicht gesichert werden kann.[2]
- Limitierungen – z. B. beim Encodieren eine Beschränkung auf fünf Minuten der Länge
- Zwangseinblendung des Herstellers oder Markennamens, z. B. in konvertierten Filmen[2]
- Limitierung von Reichweiten bei Elektro-PKW, beispielsweise des Herstellers Tesla[3]
- Limitierung der Funktionalität von Standard-Fotokamerachips bei Einstiegsmodellen